# Obscenidad

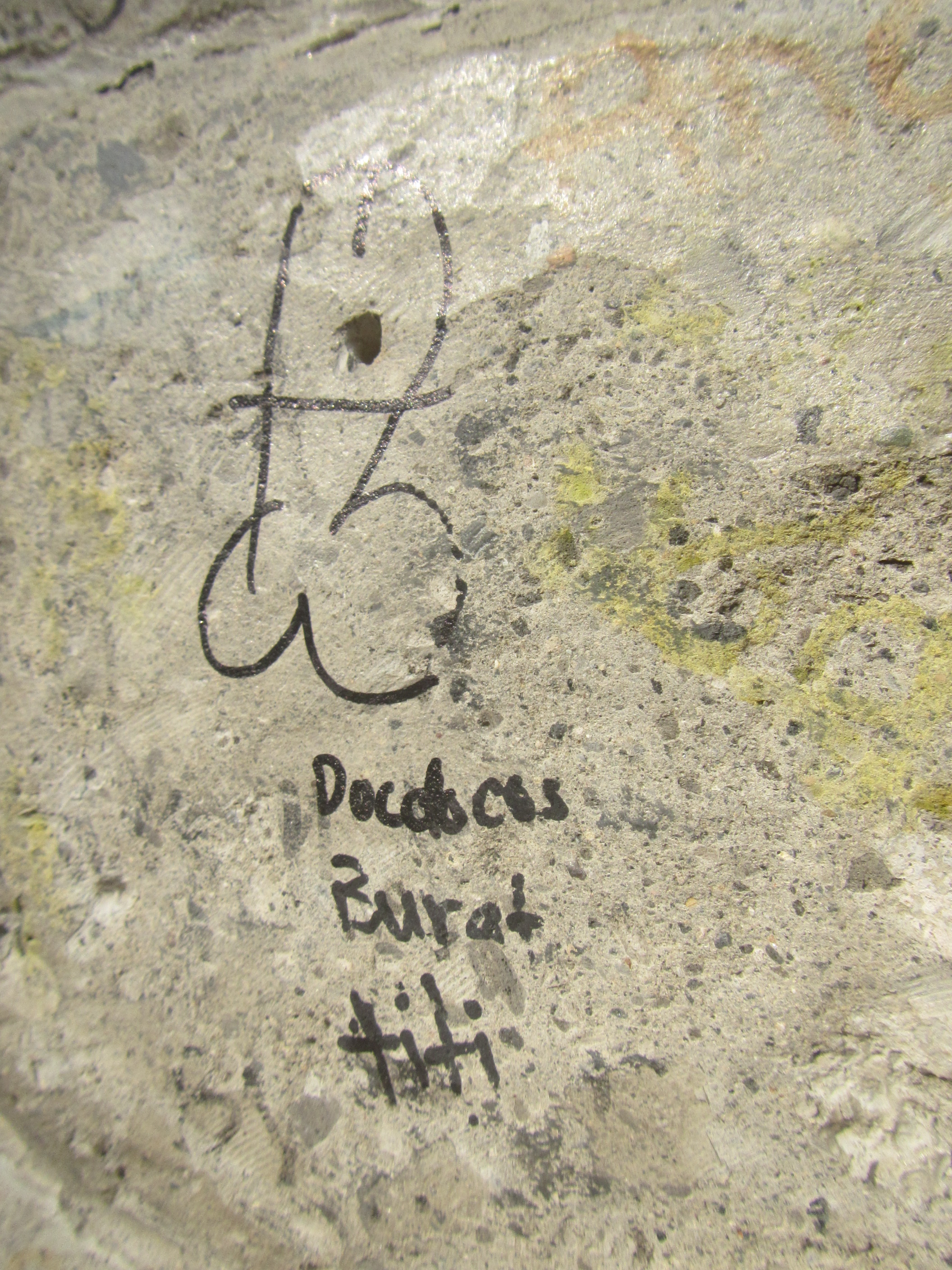
Ejemplo de un graffiti de carácter obsceno.

La obscenidad (en latín obscenus, significando "repulsivo, detestable", posiblemente derivado de ob caenum, literalmente "de la basura") es el término se usa principalmente en un contexto legal para describir expresiones (palabras, imágenes, acciones) que ofenden la moral sexual prevalente.
A pesar de su largo uso formal e informal con una connotación sexual, la palabra aún mantiene el significado de "asqueroso" e incluso "desfavorable", como "beneficios obscenos" o "la obscenidad de la guerra". Puede usarse simplemente en el sentido de blasfemia o irreverencia, o puede señalar algo que es un tabú, indecente, aborrecible o repugnante.
La definición de obscenidad difiere según las culturas, entre las distintas comunidades dentro de la misma cultura, y también entre los individuos de esas mismas comunidades.  Muchas culturas han producido leyes que definen lo que es considerado obsceno, y la censura se usa a menudo para intentar suprimir o controlar los materiales que resultan obscenos según esas definiciones, incluyendo normalmente, pero no solo, material pornográfico. 
Debido a que el concepto de obscenidad está a menudo mal definido, puede ser usado como herramienta política para restringir la libertad de expresión. Así, la definición de obscenidad puede ser un tema que afecte a los derechos fundamentales de la persona. 